# Paul-Émile Destouches
Paul-Émile Destouches, ursprungligen Détouche, född den 13 december 1794 i Paris, död där den 11 juli 1874, var en fransk målare.
Destouches ägnade sig först åt historiemåleriet, under ledning av David, Guérin och Gros, men vann sedermera sina lagrar på den rent borgerliga genrebildens område. Den fallna dotterns återkomst till föräldrahuset (1827) och Kärleken som läkare med flera av hans arbeten fick en vidsträckt spridning genom gravyrer.